# 佐藤柳之介
佐藤 柳之介（さとう りゅうのすけ、2002年11月1日 - ）は、宮城県宮城郡七ヶ浜町出身のプロ野球選手（投手）。左投左打。広島東洋カープ所属。

## 経歴

### プロ入り前
小学3年生の時に塩竈ドラゴンズで野球を始め、向洋中学校時代は七ヶ浜リトルシニア（2022年に仙台伊達リトルシニアにチーム名変更）に所属していたが、公式戦への登板はなかった。高校は東陵高校に入学。高校入学時の球速は最速120 km/h程度であった。2年の秋季宮城県大会では仙台三高を相手に11回まで2安打16奪三振に抑えるも、12回に決勝点を奪われ敗北。3年では宮城代替大会で2回戦まで大会無失点を継続、3回戦は気仙沼向洋高を相手に5者連続奪三振を含む11奪三振で4安打完封。4回戦も仙台商高を相手に11奪三振で1安打に封じ完封勝利、東陵3年ぶりの8強入りとなった。準々決勝東北高校戦でも7球団のプロスカウトが集まる中9回4安打8奪三振無失点の快投を披露した。しかし、準決勝で仙台高校を相手に3回2/3を投げ4失点で、1-4で敗れた。大会通算34回、536球を投げ41奪三振であった。
大学は富士大学に入学。1年春からベンチ入りし、先発・救援合わせて4試合に登板し、4回無失点に抑えた岩手大学戦で初勝利。全日本大学野球選手権では1年生ながら岐阜聖徳学園大学との初戦の先発を任されるも、1回を投げ切ることができずに降板。1年秋と2年春は肩を痛めたことによりリーグ戦登板はなし。3年時の全日本大学野球選手権では初戦の創価大学戦で救援登板し、6回無失点の好投を披露。準々決勝大阪商業大学戦では先発し、5回無失点で、チームの14年ぶり4強入りに貢献した。同年秋のリーグ戦では、最優秀防御率賞を獲得するも、優勝の懸かった八戸学院大学戦では4回3失点であった。東北地区大学野球代表決定戦では、2試合で10回を投げて17奪三振無四球無失点の投球で、最優秀選手賞と最優秀投手賞に輝いた。明治神宮野球大会では上武大学を相手に3安打完封勝利を収めた。12月には大学日本代表候補合宿に招集された。2024年春は全国大会出場を逃す。同年春季リーグ戦の開幕戦青森中央学院大学戦に先発するも、5回3失点で降板。同年秋季リーグ戦では開幕戦の青森中央学院大学戦で9奪三振2失点完投勝利を挙げた。開幕8戦目の八戸学院大学戦では7回途中4安打8奪三振1失点の快投を見せた。9月18日にプロ志望届を提出。最終的にリーグ戦最優秀選手、最優秀防御率、ベストナインを受賞した。大学通算21試合で11勝1敗、109奪三振、防御率1.18を記録した。
2024年10月24日に行われたドラフト会議で広島東洋カープより2位指名を受けた。ドラフト指名後の初登板である10月27日の明治神宮大会東北地区代表決定戦では、仙台大学との決勝を5回3安打1失点で明治神宮野球大会の切符を掴んだ。自身の誕生日でもある11月1日に同じく富士大学から広島に指名を受けた渡邉悠斗とともに指名挨拶を受けた。11月29日、契約金7000万円、年俸1200万円で入団に合意した（金額は推定）。背番号は同じ先発左腕投手である床田寛樹が同年まで着用していた28となった。担当スカウトは近藤芳久。

## 選手としての特徴・人物
速球の最高球速は2024年春に記録した148 km/h。小さなテイクバックモーションから常時140 km/h後半の直球を操り、変化球はカーブ、スライダー、フォーク、カットボール、チェンジアップを持ち、中でもキレのあるカーブに自信があるとしている。30 km/h以上の球速差で、緩急をつけて投げる。「球持ちが良く、キレのいいストレートを投げる」と、MLBスカウトからも評価されていた。
肩を痛めた大学1年秋から2年春にかけての期間は投げることができなかったが、同じく左投手の今永昇太や松井裕樹の投球動画を見て研究を重ねた。
代表強化合宿では、150 km/hを越える金丸夢斗などの周りの投手に衝撃を受け、NPB入りへの思いが一層強まったという。
広島で印象的な投手として、大瀬良大地を挙げた。

## 詳細情報

### 記録
初記録
投手記録
- 初登板・初先発登板・初勝利・初先発勝利：2025年6月29日、対中日ドラゴンズ11回戦（ バンテリンドーム ナゴヤ）、6回無失点[27]
- 初奪三振：同上、2回裏にジェイソン・ボスラーから見逃し三振[27]

打撃記録
- 初打席・初安打：2025年6月29日、対中日ドラゴンズ11回戦（バンテリンドーム ナゴヤ）、3回表に松葉貴大から右安打[27]

### 背番号
- 28（2025年[1] - ）